# Едуардо Вулетић
Едуардо Вулетић (шп. Eduardo Vuletich; Долорес, 29. септембар 1909 — Буенос Ајрес, 1983) је био аргентински политичар и једна од водећих личности перонизма.

## Биографија
Едуардо Вулетић је рођен 29. септембра 1909. године у месту Долорес, провинција Буенос Ајрес, Аргентина. Његов отац је Душан Вулетић, исељеник из Црне Горе у Монтевидеу, а мајка Уругвајка Хуана Паредес Валах. Имао је пет година када му је отац умро, нако чега се преселио са мајком у Буенос Ајрес. Завршио је престижне школе у Амегхину, где је дипломирао фармакологију. Почео је да се бави радијским новинарством, где је постизао значајне резултате. Почетком педесетих година, као познати синдикални активиста је био изабран за генералног секретара федералног синдиката фармацеута. Тих година је дошао у контакт са породицом Перон, са којом је постао веома близак.

### Перонистички покрет
Након смрти Еве Перон, 28. октобра 1951. године је изабран за генералног секретара свих радничких унија Аргентине (министар рада), и на том положају је био до октобра 1955 године. Истовремено је постао и председник извршног одбора перонистичког покрета и председник фондације „Ева Перон”. Фондација је била настављач дела Еве Перон по чијим је хуманитарним акцијама перонизам постао препознатљив. Избијањем револуције 1955. године долази до краја перонистичке епохе. Хуан Перон одлази у егзил у Шпанију, а Едуардо, који му је био одан до самог краја, одбија сарадњу са пучистима због чега завршава у затвору. У затвору је провео 30 месеци у веома тешким условима без икакве пресуде или оптужбе. Био је пуштен захваљујући споразуму Хуана Перона и Артура Фрондизија, по којем Перон из егзила пружа подршку Фрондизију као председничком кандидату. Измучен затвором и разним малтретирањима, одлучује да се заувек повуче из политике, супротно очекивањима његових политичких истомишљеника. Умире у Буенос Ајресу 1983. године, од последица Паркинсонове болести.